# Roscidotoga eucryphiae
Roscidotoga eucryphiae là một loài bướm đêm thuộc họ Nepticulidae. Nó được tìm thấy ở Tasmania.
Ấu trùng ăn Eucryphia lucida. Chúng ăn lá nơi chúng làm tổ.